# بيخان سلطان (ابنة سليم الأول)
الأميرة بيخان سلطان (بالتركية: Beyhan Sultan)‏ (توفيت سنة 1559) هي ابنة السلطان سليم الأول من زوجته عائشة حفصة سلطان، وأخت السلطان سليمان القانوني.

## زواجها
في سنة 1513 م، تزوجت بيخان سلطان من الداماد فرحات باشا، إلا أن أخاها السلطان سليمان القانوني أعدمه سنة 1524م ، فقطعت بيخان سلطان علاقتها بأخيها ورفضت الزواج ثانية، وهجرت الآستانة لتنعزل في قصرها في سكوبيه.

## وفاتها
توفيت بيخان سلطان سنة 1559، ودُفنت داخل تربة والدها السلطان سليم الأول في مسجد ياووز سليم باسطنبول.

## في الدراما التلفزيونية
لعبت الممثلة بينار تشاغلار غينتشتورك دور بيخان سلطان في مسلسل حريم السلطان.